# Моральна вимога
Моральна вимога — найпростіший елемент моральних відносин індивідів, які підпорядковуються різним формам повинності.
Ця вимога характеризується імперативністю, всезагальністю, всепроникністю та безособовістю.
Моральну вимогу формулюють як моральну норму, моральне правило, моральний припис, заповідь.
Науковому аналізу проблеми обов'язку, сфери обов'язкового, формам моральних вимог і співвідношенню всього вищезазначеного присвячено окремий розділ етики - деонтологію.

## Вступ
Об'єктивною основою моральних вимог є історична необхідність жити, діяти, поводитися згідно з виробленими людством неписаними нормами, без дотримання яких неможливо досягти гармонізації стосунків між людьми, суспільного прогресу, розвитку особистості.
У своєму реальному бутті мораль різнолика: для різних етнічних, соціальних та інших спільнот характерні специфічні моральні вимоги та їх вияви. Так, моральні вимоги до вченого відрізняються від аналогічних вимог до підприємця.
Оскільки кожна людина належить до певних спільнот (національних, соціальних, зокрема професійних, релігійних тощо), то це позначається на інтеріоризації нею загальних моральних вимог у специфічні самовимоги. Ці проблеми досліджують науки про моральне життя окремих спільнот, наприклад професійна етика. Результати дослідження моралі спільнот закріплюються у поняттях і категоріях «честь», «професійна мораль», «професійна етика», «етика права», «етика учителя», «етика медпрацівника», «професійна гордість», «професійна честь» тощо.
Якби моральні вимоги вважалися непорушними кожною людиною, то щодо прогресу моралі не могло б бути й мови. Проте вони час від часу піддаються сумніву, уточнюються, а іноді й відкидаються.
Моральний поступ людства передбачає як критичне ставлення до моральних вимог, так і терпимість стосовно моралі різних спільнот.
Формування терпимого ставлення людини до моралі різних спільнот передбачає освоєння нею метаетики (грец. meta — після, через і ethos — звичай) — науки про об'єктивні підстави існування різних моральних і етичних систем. Терпиме ставлення до моралі інших спільнот властиве і багатьом людям, які послуговуються буденною свідомістю. Метаетика теоретично обґрунтовує принцип терпимості, виявляючи раціональний зміст різних моральних та етичних систем.
Терпимість не слід ототожнювати з безпринципністю, адже людина високої моральної культури не може не засуджувати крайніх форм аморалізму.
Морально вихованій, доброчесній людині, яка осягнула науку про мораль, відкривається таємниця смислу життя, що є неодмінною передумовою вибору власного життєвого шляху, без якого немислиме задоволення життям, щастя.

### Ознаки вимог
— імперативність (моральні вимоги формулюються в наказовому способі, вони категоричні, безумовні);
— усезагальність (поширеність на всіх людей, безвідносно до їх соціального становища, расової, національної та релігійної належності);
— усепроникливість (підпорядкованість моральній оцінці кожної дії, кожного вчинку людини);
— безособовість (моральні вимоги не ґрунтуються на волі конкретного суб'єкта);
— неадекватність виражальним засобам (адресується моральна вимога не так розуму людини, як її почуттям та уявленням, проте виражається в раціональній формі — у формі судження. Людина, якій адресується вимога, повинна визнати необхідність певної поведінки не тільки розумом, а й серцем, тобто сприйняти і пережити її як таку, що ґрунтується на найвищих, абсолютних уселюдських цінностях, тобто як добро). Ця обставина значно ускладнює проблему морального виховання. Тому в процесі формування моральної свідомості доводиться звертатися до зразків високоморальної поведінки видатних людей, літературних героїв, уявлень про добрих богів. Виняткове значення має вироблення звички жити відповідно до моральних вимог, отримуючи від цього насолоду, тобто самостимулювати таку поведінку.

### Основна частина
Ця вимога не піддається жорсткій, однозначній інтерпретації і характеризується імперативністю, всезагальністю, всепроникливістю та безособовістю.
Моральні вимоги формулюють по-різному: як моральну норму, моральне правило, моральний припис, заповідь.
У понятті «моральна норма» осмислюється один з найпростіших видів моральної вимоги, вияв моралі як форми суспільної свідомості. Формулюється вона як однаковою мірою адресоване всім людям повеління, яке слід неухильно виконувати за будь-якої ситуації. Об'єктивною основою моральної норми є необхідність однотипної поведінки людей у повторюваних ситуаціях. Вона спрямована на те, щоб стати нормою людської поведінки.
Сформульована як більш-менш чітке повеління моральна норма стає моральним правилом (імперативним положенням, яким керуються у співжитті, праці, поведінці), а за детальнішої конкретизації — моральним приписом (своєрідним каноном). Моральні правила і приписи іноді набувають форми заповідей.
Заповідь є повелінням, що належить авторитетній особі або приписується їй. Така особа іноді може бути уявною. Будучи письмово вираженими в конкретних моральних висловлюваннях, заповіді набувають нетипової для усних форм моральних вимог визначеності, втрачаючи водночас гнучкість і універсальність. Це ілюструє одна з десяти заповідей Божих — «Не убий». Дотримуючись її буквально, необхідно було б розпустити армії, знищити зброю, що зробило б безкарними агресорів, злочинців, маніяків. Відстоюючи необхідність насилля, російський філософ Володимир Соловйов (1853—1900) писав: «Коли, бачачи занесену руку вбивці, я її хапаю, то чи буде це аморальним насиллям? Насиллям, безумовно, буде, проте аморального не тільки нічого не буде в цьому насиллі, а, навпаки, воно буде за сумлінням обов'язковим».

## Висновок
Моральні вимоги, хоч би в якій формі вони виявлялися, мають імперативний, зобов'язуючий характер. Проте на самовимогу особистості, тобто на її моральний обов'язок, вони перетворюються непросто. Розкрити складний і суперечливий процес інтеріоризації моральної вимоги в її моральний обов'язок, можна лише за допомогою системи категорій етики.
Будучи поінформованою про моральну вимогу (хоч би в якій формі вона фігурувала), особистість може її не приймати за самовимогу, а переадресувати іншим людям. При цьому об'єкт моральної вимоги перетворюється на суб'єкт, і його устами висловлюватиметься громадська думка. Навіть будучи адресованою людиною самій собі, моральна вимога не стає моральною самовимогою, моральним феноменом, якщо стосуватиметься лише її мислення, залишаючи байдужими почуття і волю. Знання і логічна переконливість моральної вимоги мають бути підсиленими ціннісним ставленням до неї і передбачуваного вчинку, до якого вона спонукає. Крім того, діяльність, що відповідає найвищим моральним вимогам, може бути й позаморальною, якщо суб'єкт її не мав вибору.